# Memories of Matsuko
Memories of Matsuko (jap. 嫌われ松子の一生, Kiraware Matsuko no isshō, dt. etwa: „Das Leben der verachteten Matsuko“) ist eine japanische Tragikomödie mit Musicaleinlagen von Regisseur und Drehbuchautor Tetsuya Nakashima. Die Inszenierung basiert auf einem Buch von Muneki Yamada. Die Deutschlandpremiere fand am 4. November 2006 im Rahmen des Asia Filmfests in München statt. Der Film erschien in Deutschland am 28. März 2008 auf DVD.

## Handlung
Tokio im Juli 2001. Der 20-jährige Shō Kawajiri ist ein perspektivloser Musiker, der seit dem Verlassen des Elternhauses nicht viel zu Stande gebracht hat. Eines Tages wird er überraschend von seinem Vater Norio aufgesucht, den er zuletzt bei seinem Auszug aus dem Elternhaus zwei Jahre zuvor gesehen hatte. Dieser bittet ihn um einen Gefallen: Shō soll das heruntergekommene Apartment seiner kürzlich ermordeten, ihm bisher völlig unbekannten Tante Matsuko entrümpeln, dem schwarzen Schaf der Familie. Beim Sichten des Nachlasses stößt Shō auf ein Foto seiner Angehörigen, auf dem sie eine Grimasse schneidet. Getrieben von Neugier und mit Hilfe eines aufdringlichen Nachbarn, einer Pornodarstellerin und eines ehemaligen Yakuza rekonstruiert er Stück für Stück die tragische Lebensgeschichte der Verstorbenen. Die Episoden ihres Lebens werden dem Zuschauer dabei in Form von Rückblenden präsentiert.
Matsuko erlebt eine unglückliche Kindheit, die von ihrem Wunsch geprägt ist, die Liebe und Aufmerksamkeit ihres Vaters zu gewinnen. Jene Zuneigung wird vor allem ihrer chronisch kranken, bettlägerigen Schwester Kumi zuteil, die sämtliche Kräfte des Vaters derart vereinnahmt, dass er Matsuko meist selbst kleine Gesten der Zuneigung versagt.
Als Erwachsene unterrichtet sie als Lehrerin Anfang der 1970er-Jahre an einer Mittelschule, bis ihr ein diebischer Schüler namens Ryū zum Verhängnis wird. Um den Jungen vor Unannehmlichkeiten zu bewahren, nimmt Matsuko den Diebstahl auf sich – mit fatalen Folgen für ihren weiteren Werdegang. Sie wird gezwungen, ihren Job aufzugeben, zugleich kommt es zum Bruch mit ihrem Elternhaus. Fortan durchlebt sie auf der Suche nach Liebe und einem familiären Zuhause ein stetes Auf und Ab. Sie gerät zielsicher immer wieder an die falschen Männer und schlittert von einer unglücklichen Beziehung in die andere. Im Laufe der Zeit wird sie mehrfach misshandelt, zur Prostitution gezwungen und schließlich zu einem achtjährigen Gefängnisaufenthalt verurteilt, nachdem sie im Affekt ihren Zuhälter tötet.
Dennoch gibt sie nicht auf. Jenseits der 30 trifft sie ihren einstigen Schüler Ryū wieder, der die Lawine ihres traurigen Schicksals einst ins Rollen gebracht hatte. Nach einer kurzen sonderbaren Liebesbeziehung entscheidet sich der komplexbeladene Ryū, aus dem Leben seiner älteren Geliebten zu verschwinden, um sie vor möglichen Angriffen rachsüchtiger Gangmitglieder zu bewahren.
Durch diese letzte Zurückweisung verliert Matsuko jeglichen Lebensmut. Sie zieht in eine Wohnung in der Nähe eines Flusses, der sie an ihre Heimat erinnert, und schottet sich vollkommen von anderen Menschen ab, obwohl sie zeitlebens nicht allein sein konnte. In den letzten Jahren ihres Lebens verwahrlost die psychisch labile Matsuko immer mehr. Am Ende des Films wird sie 53-jährig in einem Park am Arakawa ermordet aufgefunden. Als Täter entpuppt sich eine Gang von Mittelschülern, die ihr aus Wut mit einem Baseballschläger den Kopf einschlagen, nachdem sie von Matsuko ermahnt wurden, weil sie sich mitten in der Nacht noch draußen aufhielten.

## Auszeichnungen
Asian Film Awards 2007
- Auszeichnung für Miki Nakatani in der Kategorie Beste Schauspielerin
- Nominierung für Towako Kuwashima in der Kategorie Bester Bühnenbildner
- Nominierung für Masahide Yanagawase in der Kategorie Beste visuelle Effekte

Japanese Academy Awards 2007
- Auszeichnung für Miki Nakatani in der Kategorie Beste Hauptdarstellerin
- Auszeichnung für Yoshiyuki Koike in der Kategorie Bester Schnitt
- Auszeichnung für Gabriele Roberto und Takeshi Shibuya in der Kategorie Beste Musik
- Nominierung für Tetsuya Nakashima in der Kategorie Beste Regie
- Nominierung für Tetsuya Nakashima in der Kategorie Bestes Drehbuch
- Nominierung für Masakazu Ato in der Kategorie Beste Kamera
- Nominierung für Towako Kuwashima in der Kategorie Bestes Szenenbild
- Nominierung für Tarō Kimura in der Kategorie Beste Beleuchtung
- Nominierung für Junichi Shima und Tadao Tasai in der Kategorie Bester Ton

Japanese Professional Movie Awards 2006
- Auszeichnung für Miki Nakatani in der Kategorie Beste Hauptdarstellerin

Hōchi Film Awards 2006
- Auszeichnung für Miki Nakatani in der Kategorie Beste Hauptdarstellerin

Kinema-Jumpō-Preis 2007
- Auszeichnung für Miki Nakatani in der Kategorie Beste Hauptdarstellerin

Mainichi Eiga Concours 2007
- Auszeichnung für Miki Nakatani in der Kategorie Beste Hauptdarstellerin
- Auszeichnung für Yoshiyuki Koike in der Kategorie Bester Schnitt

## Kritiken
Die Filmzeitschrift VideoWoche schrieb, der Film sei ein „beispielloses Popart-Spektakel mit Kultfilmqualitäten.“ Blickpunkt:Film bezeichnete die Produktion als „mitreißende Tragikomödie und Musical-Revue, Japans Antwort auf Die fabelhafte Welt der Amélie“.